# Phulia nannophyes
Phulia nannophyes är en fjärilsart som beskrevs av Dyar 1913. Phulia nannophyes ingår i släktet Phulia och familjen vitfjärilar. Inga underarter finns listade i Catalogue of Life.